# Couffy-sur-Sarsonne
Couffy-sur-Sarsonne é uma comuna francesa na região administrativa da Nova Aquitânia, no departamento de Corrèze. Estende-se por uma área de 14,05 km². Em 2010 a comuna tinha 76 habitantes (densidade: 5,4 hab./km²).